# Прозорість середовища

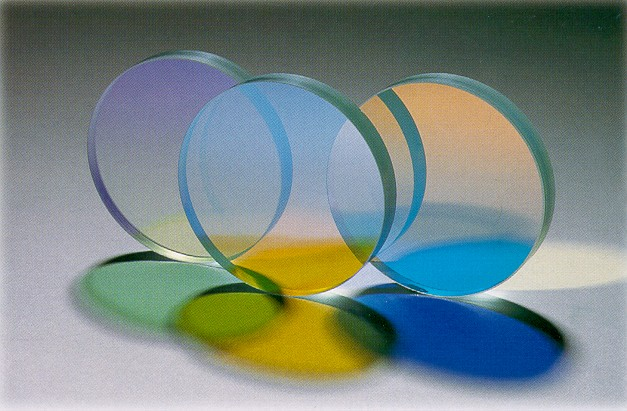
Дихроїчні фільтри віддзеркалюють та пропускають частини світла різного спектрального складу завдяки явищу багатопроменевої інтерференції у тонких діелектричних плівках.

Прозорість середовища (в оптиці) — фізична властивість матеріалів пропускати світло наскрізь. Протилежною характеристикою є непрозорість[джерело?]. Окрім цього існує ще й напівпрозорість, особливістю якої є вибіркове поглинання променів світлового потоку з певними електромагнітними характеристиками[джерело?].
Прозорість залежить від довжини хвилі випромінення; стосовно монохроматичного випромінення говорять про монохроматичну прозорість, відносно до випромінення в певному спектральному діапазоні — про прозорість у даному діапазоні (наприклад, радіопрозорість). При використанні терміна «прозорість» без згадки середовища зазвичай йдеться про прозорість для світлового випромінення у видимому діапазоні.
Взаємодія світла з речовиною залежить від складу й будови речовини, а для конкретної речовини — також від довжини хвилі світла. На межі середовища світлові промені зазнають відбиття та заломлення, а проходячи крізь середовище вони частково (або повністю) поглинаються[джерело?].